# Lazaros Iakōvou
Lazaros Iakōvou (in greco: Λάζαρος Ιακώβου; Larnaca, 5 agosto 1976) è un ex calciatore cipriota, di ruolo difensore.

## Carriera

### Club
Ha giocato nella massima serie dei campionati cipriota e greco.

### Nazionale
Ha esordito con la nazionale cipriota nel 2002, giocando 7 partite fino al 2004.